# Bolschakowo

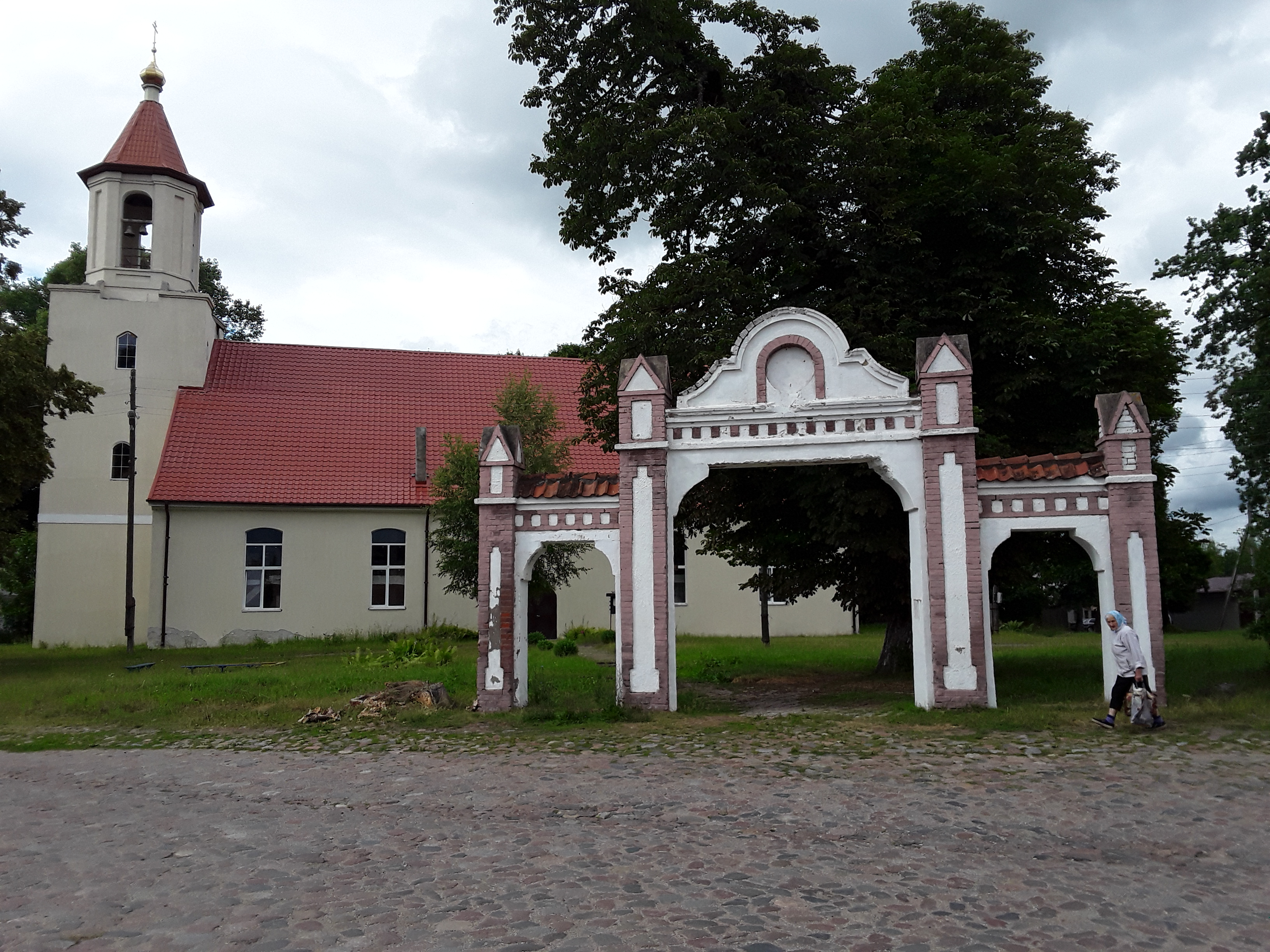
Kirche Skaisgirren (Kreuzingen) mit Eingangsportal zum einstigen Kirchhof

Bolschakowo (russisch Большаково, deutsch bis 1938 Groß Skaisgirren und 1938–45 Kreuzingen, polnisch Skajzgiry, litauisch Didieji Skaisgiriai) ist eine Siedlung im Rajon Slawsk der russischen Oblast Kaliningrad. Der Ort Bolschakowo gehört zur kommunalen Selbstverwaltungseinheit Stadtkreis Slawsk.

## Geographische Lage
Bolschakowo liegt am Südrand der Elchniederung in einer Marschenlandschaft und hat 1776 Einwohner (Stand 1. Oktober 2021). Bis zum Ende des Zweiten Weltkrieges befand sich hier der größte Viehverladebahnhof Deutschlands.
Der Ort befindet sich an der Föderalstraße A216 (ehemalige deutsche Reichsstraße 138, heute auch Europastraße 77) von Talpaki (Taplacken) nach Sowjetsk (Tilsit). Außerdem enden hier die Regionalstraßen 27A-145 (ex A190) von Polessk (Labiau) und 27A-009 (ex A197) von Tschernjachowsk (Insterburg).

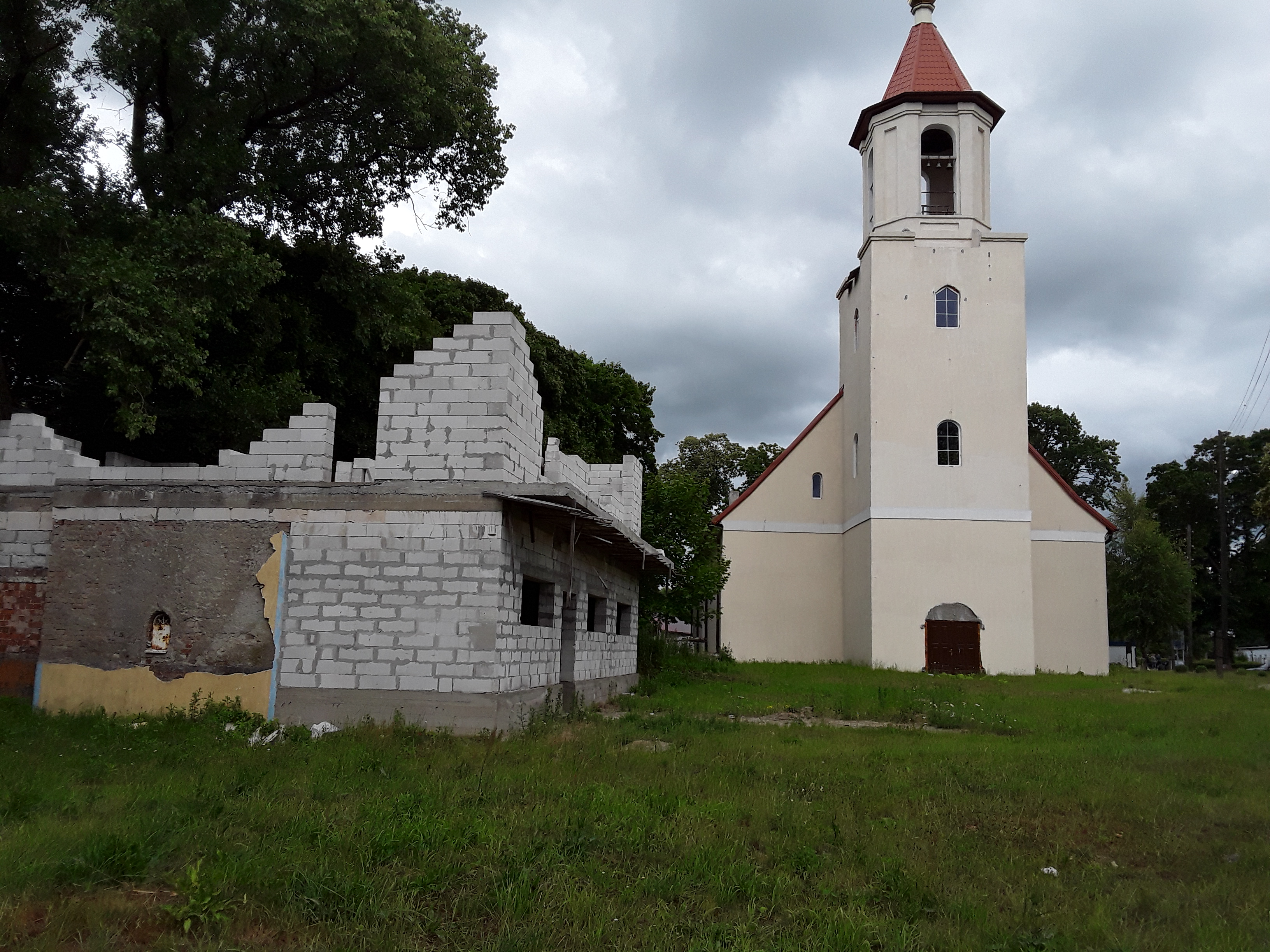
Rekonstruierte Kirche Skaisgirren (Kreuzingen), links die frühere Aussegnungshalle

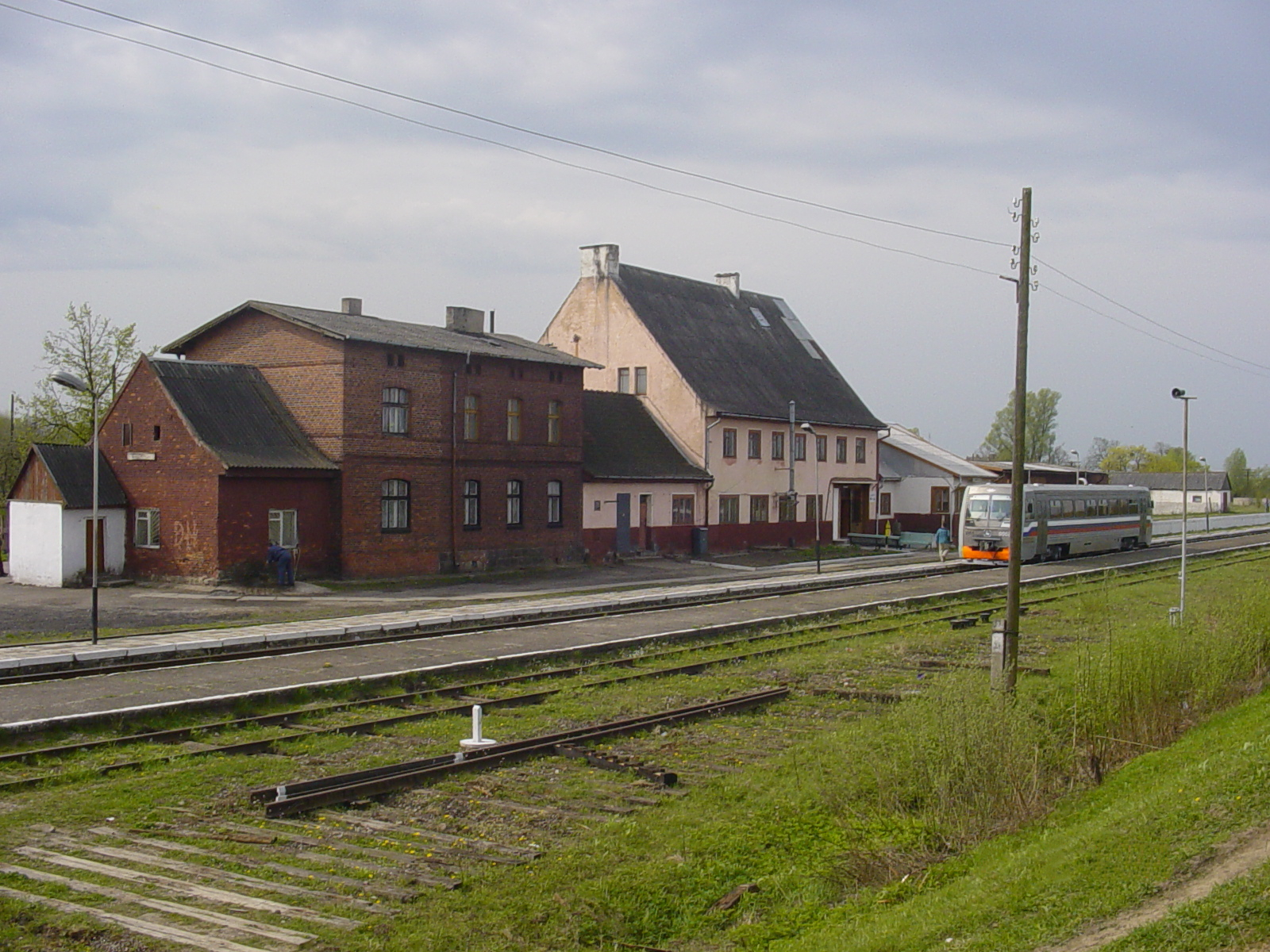
Der Bahnhof Bolschakowo

Bolschakowo ist Bahnstation an der Bahnstrecke Kaliningrad–Sowetsk. Vor 1945 endete hier außerdem eine Kleinbahnstrecke von Insterburg über Buchhof (Buchowo) kommend, die von den Insterburger Kleinbahnen betrieben wurde.

## Geschichte
Der spätere Marktflecken Skaisgirren mit evangelischer Kirche, Amtsgericht Skaisgirren, Elektrizitätswerk, Maschinenfabrik, Schule, Getreidemühle, Sägewerk, Post- und Bahnstation erfuhr seine erste urkundliche Erwähnung im Jahre 1583. 
Am 26. März 1874 wurde der Ort Zentrum und namensgebend für einen neu errichteten Amtsbezirk, der – am 18. April 1939 in „Amtsbezirk Kreuzingen“ umbenannt – bis 1945 zum Kreis Niederung (ab 1939 „Kreis Elchniederung“) im Regierungsbezirk Gumbinnen der preußischen Provinz Ostpreußen gehört. Am 3. Juni – amtlich bestätigt am 16. Juli – 1938 erhielt Groß Skaisgirren in „Kreuzingen“ umbenannt.
Mit dem gesamten nördlichen Ostpreußen kam Kreuzingen in Kriegsfolge 1945 zur Sowjetunion und erhielt im Juni 1947 die russische Bezeichnung „Bolschakowo“. Gleichzeitig wurde der Ort Sitz eines Dorfsowjets. Im Juli 1947 wurde der Ort sogar Amtssitz des neu gebildeten Rajon Bolschakowo, der bis 1962 bestand und danach an den Rajon Slawsk angeschlossen wurde. Von 2008 bis 2015 war Bolschakowo Sitz einer Landgemeinde und gehört seit 2016 zum Stadtkreis Slawsk.

### Demographie
| Jahr | Anzahl Einwohner | Anmerkungen                                  |
| ---- | ---------------- | -------------------------------------------- |
| 1818 | 144              | in zwei Ortsteilen mit 89 bzw. 55 Einwohnern |
| 1852 | 248              | [ 8 ]                                        |
| 1861 | 350              | im Dezember, in 70 Gebäuden                  |
| 1871 | 360              | [ 10 ]                                       |
| 1885 | 731              | [ 11 ]                                       |
| 1905 | 1286             | meist Evangelische                           |
| 1910 | 1466             | am 1. Dezember                               |
| 1933 | 1894             | [ 11 ]                                       |
| 1939 | 2268             | [ 11 ]                                       |

| Jahr | Einwohner |
| ---- | --------- |
| 1959 | 2.052     |
| 2002 | 2.059     |
| 2010 | 2.448     |

### Amtsbezirk Groß Skaisgirren/Kreuzingen (1874–1945)
Zwischen 1874 und 1945 war Groß Skaisgirren namensgebend für einen Amtsbezirk im Kreis Niederung (ab 1939 Amtsbezirk Kreuzingen, Kreis Elchniederung) im Regierungsbezirk Gumbinnen der preußischen Provinz Ostpreußen. Ihm gehörten anfangs elf Orte an, am 1. Januar 1945 waren es aufgrund zahlreicher Umstrukturierungen nur noch sechs:
| Name                          | Änderungsname 1938 bis 1946 | Russischer Name | Bemerkungen                                                |
| ----------------------------- | --------------------------- | --------------- | ---------------------------------------------------------- |
| Georgenwalde                  |                             |                 | 1893 nach Kletellen eingegliedert                          |
| Gronwalde                     |                             |                 | 1893 nach Klein Girratischken eingegliedert                |
| Groß Girratischken            | Wartenhöfen                 |                 |                                                            |
| Groß Skaisgirren              | Kreuzingen                  | Bolschakowo     |                                                            |
| Klein Girratischken           | ab 1935: Gronwalde          |                 |                                                            |
| Klein Ischdaggen              | Georgenforst                |                 |                                                            |
| Klein Wixwen                  |                             |                 | 1912 nach Kumpelken (Amtsbezirk Parwischken) eingegliedert |
| Leidingsfelde                 |                             |                 | 1893 nach Klein Girratischken eingegliedert                |
| Paossen                       | Margen                      |                 | 1928 nach Wilhelmsbruch eingegliedert                      |
| Szanlauken                    |                             |                 |                                                            |
| Warschauningken               |                             |                 |                                                            |
| ab 1893: Kletellen            | Georgenheide                | Uroschainoje    |                                                            |
| ab 1929: Wilhelmsbruch, Forst |                             |                 |                                                            |

Am 1. Januar 1945 gehörten noch die Gemeinden Georgenforst, Georgenheide, Gronwalde, Kreuzingen, Wartenhöfen und Wilhelmsburch, Forst zum Amtsbezirk.

### Bolschakowski selski Sowet/okrug 1947–2008
Der Dorfsowjet Bolschakowski selski Sowet (ru. Большаковский сельский Совет) wurde im Juni 1947 zunächst im Rajon Slawsk eingerichtet. Im Juli 1947 gelangte der Dorfsowjet in den neu geschaffenen Rajon Bolschakowo. Im Jahr 1960 wurde (vermutlich) der Pridoroschny selski Sowet angeschlossen. Seit 1963 gehörte der Dorfsowjet (wieder) zum Rajon Slawsk. Nach dem Zerfall der Sowjetunion bestand die Verwaltungseinheit als Dorfbezirk Bolschakowski selki okrug (ru. Большаковский сельский округ). Im Jahr 2008 wurden die verbliebenen Orte des Dorfbezirks in die neu gebildete Landgemeinde Bolschakowskoje selskoje posselenije übernommen.
| Ortsname                             | Name bis 1947/50                                                                              | Bemerkungen |
| ------------------------------------ | --------------------------------------------------------------------------------------------- | --- |
| Bagrationowskoje (Багратионовское)   | Langendorf                                                                                    | Der Ort wurde 1950 umbenannt und vor 1975 verlassen. |
| Bolschakowo (Большаково)             | Groß Skaisgirren, 1938–1945: „Kreuzingen“                                                     | Verwaltungssitz |
| Dessantnoje (Десантное)              |                                                                                               | Ein in der Nähe der Ortsstelle Kellmienen/Kellen entstandener neuer Ort. |
| Dserschinskoje (Дзержинское)         | Gowarten                                                                                      | Der Ort wurde 1950 umbenannt. |
| Dubrowka (Дубровка)                  | Spannegeln                                                                                    | Der Ort wurde 1947 umbenannt. Er gehörte zunächst zum Dorfsowjet Kalinowski. Nachdem er in den Dorfsowjet Bolschakowski eingegliedert worden war, gehörte er schließlich zum Dorfsowjet bzw. Dorfbezirk Wyssokowski. |
| Gromowo (Громово)                    | Lauknen, 1938–1945: „Hohenbruch (Ostpr.)“                                                     | Der Ort wurde 1950 umbenannt. |
| Kimrskoje (Кимрское)                 | Alt Kriplauken, 1938–1945: „Kripfelde“                                                        | Der Ort wurde 1947 umbenannt und war zunächst in den Dorfsowjet Pridoroschny eingeordnet. Er wurde vermutlich vor 1988 an den Ort Pridoroschnoje angeschlossen.                                                      |
| Krasnosnamenskoje (Краснознаменское) | Klein Girratischken, 1938–1945: „Gronwalde“                                                   | Der Ort wurde 1947 (allerdings als "Kriklauken") umbenannt. |
| Lewobereschje (Левобережье)          | Schemlauken, 1938–1945: „Roßberg“                                                             | Der Ort wurde 1950 umbenannt und war zunächst in den Dorfsowjet Pridoroschny eingeordnet. Er wurde vor 1988 verlassen.                                                                                               |
| Majakowskoje (Маяковское)            | Jägerkrug                                                                                     | Der Ort wurde 1950 umbenannt und war zunächst in den Dorfsowjet Pridoroschny eingeordnet. Er wurde vor 1988 verlassen.                                                                                               |
| Nabereschnoje (Набережное)           | Karlsrode                                                                                     | Der Ort wurde 1950 umbenannt und vor 1975 verlassen. |
| Nagornoje (Нагорное)                 | Gobienen                                                                                      | Der Ort wurde 1947 umbenannt und war zunächst in den Dorfsowjet Pridoroschny eingeordnet. Er wurde vermutlich vor 1988 an den Ort Pridoroschnoje angeschlossen.                                                      |
| Nowo-Strojewskoje (Ново-Строевское)  | Schudlidimmen, 1938–1945: „Schulzenwiese“                                                     | Der Ort wurde 1947 umbenannt und vermutlich vor 1988 an den Ort Sowetskoje angeschlossen. |
| Nowotorschok (Новоторжок)            | Groß Grudszen/Groß Grudschen, 1938–1945: „Gruten“                                             | Der Ort wurde 1947 umbenannt und vor 1988 verlassen. |
| Passetschnoje (Пасечное)             | Mauschern, 1938–1945: „Kleinlangendorf“                                                       | Der Ort wurde 1950 umbenannt und vor 1975 verlassen. |
| Perwomaiskoje (Первомайское)         | Groß Wannaglauken, 1938–1945: „Großwalde“                                                     | Der Ort wurde 1947 umbenannt und vor 1988 verlassen. |
| Poddubje (Поддубье)                  | Jagsten                                                                                       | Der Ort wurde 1947 umbenannt. |
| Pridoroschnoje (Придорожное)         | Groß Asznaggern, 1936–1945: „Grenzberg“                                                       | Der Ort wurde 1950 umbenannt und war zunächst der Verwaltungssitz des Dorfsowjets Pridoroschny. |
| Radischtschewo (Радищево)            | Klein Skaisgirren, 1938–1945: „Kleinkreuzingen“                                               | Der Ort wurde 1950 umbenannt und vermutlich vor 1988 an den Ort Sowetskoje angeschlossen. |
| Rybazkoje (Рыбацкое)                 | Timber                                                                                        | Der Ort wurde 1950 umbenannt und vor 1975 verlassen. |
| Sadowoje (Садовое)                   | Swainen                                                                                       | Der Ort wurde 1947 umbenannt und war zunächst in den Dorfsowjet Pridoroschny eingeordnet. Er wurde 1997 aus dem Ortsregister gestrichen.                                                                             |
| Saliwnoje (Заливное)                 | Elchtal                                                                                       | Der Ort wurde 1950 umbenannt und vor 1975 verlassen. |
| Sowetskoje (Советское)               | Korehlen                                                                                      | Der Ort wurde 1950 umbenannt. Er gelangte vor 1988 in den Dorfsowjet Wyssokowski. |
| Tschistopolje (Чистополье)           | Groß Obscherningken, 1938–1945: „Gutsfelde“ und Klein Obscherningken, 1938–1945: „Kleinwalde“ | Der Ort wurde 1947 umbenannt und war zunächst in den Dorfsowjet Pridoroschny eingeordnet. Er wurde vor 1988 verlassen.                                                                                               |
| Uroschainoje (Урожайное)             | Kletellen, 1938–1945: „Georgenheide“                                                          | Der Ort wurde 1947 umbenannt. |

Die beiden im Jahr 1947 umbenannten Orte Kamyschewka (Weidgirren/Gerhardshöfen) und Ochotnoje (Liedemeiten/Gerhardsweide) sowie die vier im Jahr 1950 umbenannten Orte Ossinowka (Osseningken/Grünau), Pobedino (Endrejen/Ossafelde), Priwolnoje (Demmenen/Demmen) und Sadoroschnoje (Margen), die zunächst ebenfalls in den Bolschakowski selski Sowet eingeordnet worden waren, kamen dann (vor 1975) aber zum Gastellowski selski Sowet.

### Bolschakowskoje selskoje posselenije 2008–2015

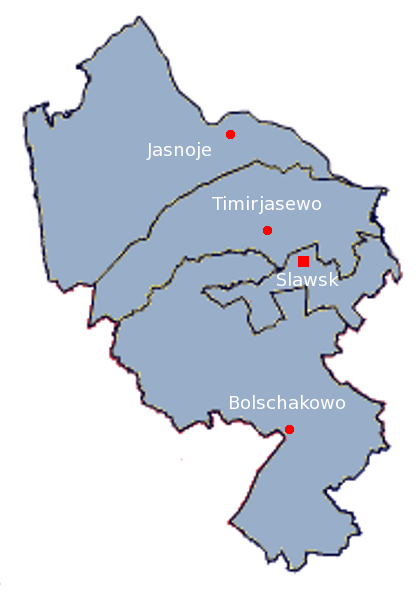
Die Lage der Landgemeinde Bolschakowskoje selskoje posselenije im Süden des Rajons Slawsk

Die Landgemeinde Bolschakowskoje selskoje posselenije (ru. Большаковское сельское поселение) wurde im Jahr 2008 eingerichtet. Ihrem Verbund gehörten 18 jeweils „Siedlung“ (russisch: possjolok) genannte Ortschaften an, die zuvor zu den Dorfbezirken Bolschakowski selski okrug, Gastellowski selski okrug und Wyssokowski selski okrug gehört hatten. Auf einer Fläche von 533 km² lebten 6464 Einwohner (Stand 2010), nahezu die Hälfte von ihnen in Bolschakowo. Zum Ende 2015 wurde die Gemeinde aufgelöst und deren Orte in den neu gebildeten Stadtkreis Slawsk eingegliedert.

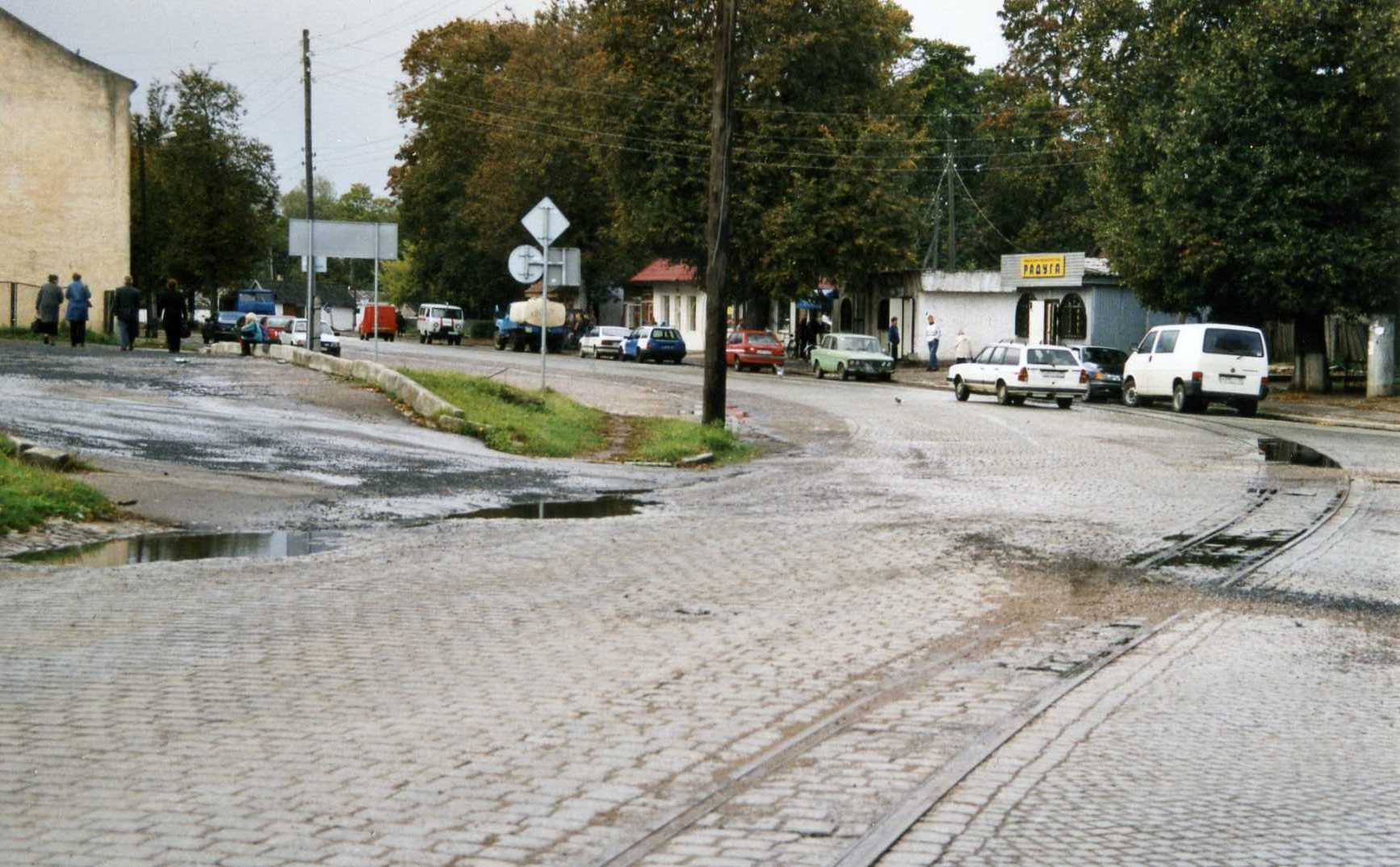
Ortsstraße in Bolschakowo

| Ortsname                             | deutscher Name                |
| ------------------------------------ | ----------------------------- |
| Bolschakowo (Большаково)             | Groß Skaisgirren/Kreuzingen   |
| Dessantnoje (Десантное)              |                               |
| Dserschinskoje (Дзержинское)         | Gowarten                      |
| Dubrowka (Дубровка)                  | Spannegeln                    |
| Gromowo (Громово)                    | Lauknen/Hohenbruch            |
| Krasnaja Dubrawa (Красная Дубрава)   | Eszerninken/Gutfließ          |
| Krasnoje (Красное)                   | Lindicken                     |
| Krasnosnamenskoje (Краснознаменское) | Klein Girratischken/Gronwalde |
| Malinowka (Малиновка)                | Sprakten                      |
| Ochotnoje (Охотное)                  | Liedemeiten/Gerhardsweide     |
| Pobedino (Победино)                  | Endrejen/Ossafelde            |
| Poddubje (Поддубье)                  | Jagsten                       |
| Pridoroschnoje (Придорожное)         | Groß Asznaggern/Grenzberg     |
| Priwolnoje (Привольное)              | Demmenen/Demmen               |
| Sowetskoje (Советское)               | Korehlen                      |
| Uroschainoje (Урожайное)             | Kletellen/Georgenheide        |
| Wesnowo (Весново)                    | Wasserlauken/Wasserlacken     |
| Wyssokoje (Высокое)                  | Popelken/Markthausen          |

## Psychiatrisches Wohnheim
In Bolschakowo gibt es das Bolschakowski Psichonewrologitscheski Internat mit etwa 150 Bewohnern.

## Rundfunksender Bolschakowo
In der Nähe von Bolschakowo betreibt der russische Rundfunk mit dem Rundfunksender Bolschakowo eine Mittelwellensendeanlage.

## Kirche

### Evangelisch

#### Kirchengebäude
Seit 1693 gab es ist Groß Skaisgirren eine Kirche. Eine neue Kirche wurde im Jahre 1773 errichtet, ein rechteckiger Feldsteinbau, der 500 Menschen Platz bot. Der spitz zulaufende Turm wurde durch einen Orkan am 17. Januar 1818 stark beschädigt. Den Zweiten Weltkrieg überstand das Gotteshaus unbeschädigt. Danach wurden Teile des Turms abgetragen und die Fenster des Kirchenschiffs zugemauert. Lange wurde das Gebäude zweckentfremdet als Kulturhaus, dann als Kaufhalle und schließlich als Kino und Bühensaal genutzt. Inzwischen wurde die Kirche von Grund auf saniert, der Turm erhielt eine neue Haube. Das Eingangsportal zum früheren Kirchhof ist noch vorhanden, an der einstigen Aussegnungshalle liefen 2018 umfangreiche Rekonstruktionsarbeiten.

#### Kirchengemeinde
Die evangelische Kirchengemeinde Skaisgirren wurde 1693 gegründet und mit einer Pfarrstelle versehen. Sie gehörte bis 1945 zum Kirchenkreis Niederung (Elchniederung) in der Kirchenprovinz Ostpreußen der Kirche der Altpreußischen Union. Die Gemeinde wuchs stetig, bereits im 19. Jahrhundert wurde eine zusätzlich Hilfsprediger- und später auch eine ordentliche zweite Pfarrstelle errichtet. Im Jahre 1925 zählte das weitläufige Kirchspiel mehr als 9.000 Gemeindeglieder, die in mehr als 40 Orten und kleineren Ortschaften lebten.
Aufgrund von Flucht und Vertreibung in Kriegsfolge kam das kirchliche Leben nach 1945 zum Erliegen. Erst in den 1990er Jahren entstand in Bolschakowo eine neue evangelisch-lutherische Gemeinde, eine Filialgemeinde der Salzburger Kirche in Gussew (Gumbinnen) innerhalb der Propstei Kaliningrad der Evangelisch-lutherischen Kirche Europäisches Russland. Die Kirchengemeinde ist Partnergemeinde der Evangelischen Kirchengemeinde Berlin-Mahlsdorf.

### Katholisch
In Bolschakowo gibt es auch eine katholische Gemeinde, die ein aus dem Jahre 1925 stammendes und gut erhaltenes Kirchengebäude nutzt, dass vor dem Kriege wohl der Adventistengemeinde gehört zu haben scheint.